# George Young (skådespelare)
George Young, född som George Ng, den 29 februari 1980 i London, är en brittisk skådespelare, författare och programledare, baserad i Singapore och Taiwan.

## Biografi och utbildning
Young föddes i London, som den äldsta av fyra söner, till en malaysisk-kinesisk far och en grekcypriotisk mor, på skottårsdagen år 1980. Han utbildade sig på Winchester College, samt studerade skådespeleri i New York, för att sedan avlägga en psykologiexamen vid University of Southampton och en juristexamen vid University of Westminster och The College of Law.
Trots att Young har en slutförd advokatpraktik, samt är fullt kvalificerad advokat för högsta domstolen i både England och Wales, gav han upp detta yrke, för sin passion för skådespeleri.

## Karriär
Young påbörjade sin karriär inom underhållning genom att medverka i BBC-serien Casualty. Han hade en roll i Bollywood-filmen Jhootha Hi Sahi, som var hans första stora långfilmsroll.
År 2015 fick Young rollen som Dr. Victor Cannerts i den amerikanska TV-serien Containment, som var hans första skådespelarjobb inom amerikansk TV. TV-serien hade premiär på TV-kanalen The CW i USA den 19 april 2016.
År 2019 fick Young rollen som Kekoa Shaw i James Wans skräckfilm Malignant. Filmen släpptes för biopremiär år 2021.

## Privatliv
Young är sedan år 2015 gift med den taiwanesisk-amerikanska programledaren Janet Hsieh. De har två söner födda 2017 och 2021.

## Filmografi (i urval)

### Filmer
- 2010 – Jhootha Hi Sahi
- 2021 – Malignant
- 2022 – Falling for Christmas

### TV-serier
- 2008 – Casualty (TV-serie)
- 2016 – Containment (TV-serie)